# Todiramphus winchelli

Todiramphus winchelli, conhecida como martim-caçador-de-nuca-ruiva  é uma espécie de ave da família Alcedinidae.
É endémica das Filipinas.
Os seus habitats naturais são: florestas subtropicais ou tropicais húmidas de baixa altitude.
Está ameaçada por perda de habitat.